# Loutkový stát

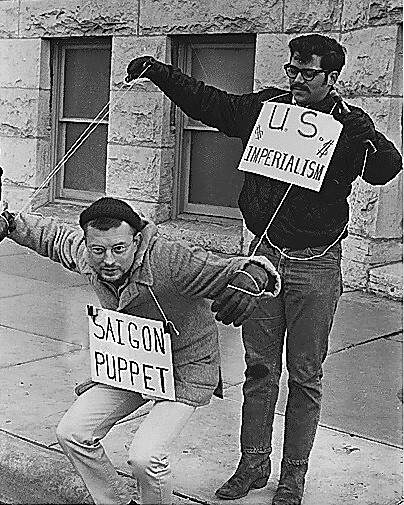
Vietnam jako loutkový stát – protesty proti válce ve Vietnamu

Loutkový stát (také někdy vazalský stát) je nominálně suverénní stát, který je fakticky ovládán cizí mocí, svým patronem. Vláda loutkového státu obvykle jedná v linii nařízené státem, který ji ovládá, a ve všem se mu podřizuje.

## Charakteristika
V loutkovém státu může patron parazitovat na ekonomice svého vazala a využívat jeho území a armádu. Za typický příklad loutkového státu lze pokládat Mandžukuo.
V podobném smyslu se používá pojem loutková vláda, což je vláda vykonávající svou moc a funkci nesamostatně, s omezeními a podle pokynů vyplývajících z podřízenosti vládě jiného státu, z jejíž vůle byla dosazena.
Pojem loutkového státu se částečně překrývá s pojmem satelitní stát.

## Příklady
- Loutkové státy vytvářel již Alexandr Veliký při svém dobývání Asie, po jeho smrti se pak změnily v helénistické říše.[zdroj⁠?!]
- V období kolonialismu v Indii měli Britové velký vliv na mnoho místních vládců, jejichž vláda byla také v podstatě loutková, a to až do vzniku jednotného Britského rádže.
- Za druhé světové války měly hlavní země Osy své loutkové státy, většinou z propagandistických či logistických důvodů (Mandžukuo, Slovenský stát, Nezávislý stát Chorvatsko, Vichistická Francie atd.)